# Poker Party
Pour plus de détails, voir Fiche technique et Distribution.
Poker Party (Six of a Kind) est un film américain de Leo McCarey, sorti en 1934.

## Synopsis
Le film met en scène trois couples qui vont se croiser contre leur gré et dont les rencontres vont provoquer une série de catastrophes et de quiproquos. Le premier couple est formé des époux Whinney, la quarantaine, lui employé de banque, qui désire prendre 15 jours de vacances. Madame Whinney afin d'économiser sur le prix du voyage propose de prendre un autre couple en co-voiturage mais sans le dire à son mari. Le couple en question, Georges et Gracie est atypique, non marié, jeune, la fille simplette et extravagante, l'homme ronchon, et pour couronner le tout, ils sont accompagnés d'un énorme chien qui n'aime pas trop qu'on le contrarie. Fergusson, un collègue de Whinney trouve un stratagème afin que ce dernier emporte dans sa valise de l'argent qu'il a dérobé dans le coffre de la banque. Mais les excentricités de Gracie font que nos deux couples de vacanciers ont fait un détour improbable et ne se trouve pas à l’hôtel où ils devaient descendre et où le collègue devait récupérer les fonds. Finalement les deux couples après s'être fait détrousser de leur argent (mais pas de celui de la valise) et leurs bijoux par des bandits de grand chemins arrivent pour la nuit dans une petite ville de l’Ouest où nous découvrons le troisième couple, il s’agit du Shérif John Hoxley (W. C. Fields) et de son épouse qui gère l’hôtel. Sur place, Whinney télégraphie à la banque afin qu'on lui débloque des fonds pour payer leur nuit d'hôtel. La police qui le soupçonnait peut ainsi le localiser, mais également Fergusson. Après une série de quiproquos à répétition, Fergusson sera arrêté, Whinney blanchi, quant à Georges et Gracie ils retrouveront un autre couple de pigeons pour continuer leur route.

## Fiche technique
- Titre original : Six of a Kind
- Titre français : Poker Party
- Réalisation : Leo McCarey
- Scénario : Keene Thompson, Douglas MacLean, Walter DeLeon et Harry Ruskin
- Direction artistique : Hans Dreier, Robert Odell
- Photographie : Henry Sharp
- Son : Gene Merritt
- Montage : LeRoy Stone
- Musique : John Leipold, Ralph Rainger
- Production : Emanuel Cohen, Douglas MacLean
- Société de production : Paramount Pictures
- Sociétés de distribution : 
  - Paramount Pictures (1934) (États-Unis) (cinéma)
  - MCA/Universal Pictures (1958) (États-Unis) (TV)
  - MCA/Universal Home Video (1995) (États-Unis) (VHS)
  - Universal Home Entertainment (2003) (États-Unis) (DVD)
- Pays de production :  États-Unis
- Langue : Anglais
- Format : 1.37 : 1, 35 mm, noir et blanc
- Durée :  62 minutes
- Date de sortie :
  - États-Unis : 9 février 1934

## Distribution
- Charlie Ruggles : J. Pinkham Whinney
- Mary Boland : Flora Whinney
- W. C. Fields : Sheriff John Hoxley
- George Burns : George Edward
- Gracie Allen : Gracie Devore
- Alison Skipworth : Mrs. K. Rumford
- Bradley Page : Ferguson
- Grace Bradley : Goldie
- William J. Kelly : Gillette
- Phil Tead : Clerk in Newspaper Office

Acteurs non crédités
- William Augustin
- Irving Bacon
- Harry Bernard : l'homme à la visière
- James Burke
- Kathleen Burke
- Neal Burns
- Phil Dunham
- Florence Enright
- Lew Kelly : Joe
- Walter Long
- Lee Phelps
- Dick Rush : Steele
- Leo Willis : Mike
- Tammany Young : Docteur Busby